# Eparchia pietropawłowsko-bułajewska
Eparchia pietropawłowsko-bułajewska – jedna z eparchii wchodzących w skład Metropolitalnego Okręgu Rosyjskiego Kościoła Prawosławnego w Republice Kazachstanu, z siedzibą w Pietropawłowsku. Obejmuje terytorium obwodu północnokazachstańskiego w Kazachstanie. Ordynariuszem eparchii jest biskup pietropawłowski i bułajewski Włodzimierz (Michiejkin), zaś funkcje katedry pełni sobór Wniebowstąpienia Pańskiego w Pietropawłowsku.
Eparchia została utworzona postanowieniem Świętego Synodu Rosyjskiego Kościoła Prawosławnego z 5–6 października 2011, poprzez wydzielenie z eparchii kustanajskiej.
W 2016 w skład eparchii wchodziły 33 parafie, zgrupowane w 6 dekanatach (pietropawłowskim, bieskolskim, bułajewskim, nowoiszymskim, priesnowskim i siergiejewskim). W wymienionym roku w administraturze pracowało 31 kapłanów, w tym jeden zakonny (hieromnich).

## Biskupi pietropawłowscy i bułajewscy
- Guriasz (Szalimow), 2011–2014[4]
- Włodzimierz (Michiejkin), od 2014[3]